# ギヨーム・ド・ロピタル
ロピタル侯爵ギヨーム・フランソワ・アントワーヌ（Guillaume François Antoine, Marquis de L'Hôpital, 1661年 - 1704年2月2日）は、フランスの数学者。微分積分学における平均値の定理の別名、ロピタルの定理にその名を残しているが、当の定理はロピタルの発見によるものではない。
ロピタルという名前は一般的に L'Hospital または L'Hôpital と綴られる。前者は古いフランス語綴りの習慣によるものであり彼自身は s を入れて綴っていたが、現代フランス語綴りでは黙字である s が抜け、先行母音の上にサーカムフレックスが付く。このことと  l'  が定冠詞であるためか、日本語の微分積分学書の一部ではロピタルの定理をホスピタルの定理と紹介していることがあるが間違いとは言い切れない。
ロピタルはパリで生まれた。初めは軍人になろうと思っていたが、視力が悪かったために数学者の道へ進むことにした。彼はアイザック・ニュートンらとは別に独自に最速降下曲線の問題を解き、パリで亡くなった。
彼はまた、ヨーロッパで最初の微分積分学のテキストである "Analyse des Infiniment Petits pour l'Intelligence des Lignes Courbes" を1696年に出版した。テキストの中には師であるヨハン・ベルヌーイによる講義も含まれ、その中でベルヌーイは不定形の0/0についても論じている。
1694年、ロピタルは彼の著書へアイデアを使用させてもらう謝礼として毎年300フラン支払うというベルヌーイとの約束を反故にした。1704年にロピタルが死ぬとベルヌーイはその約束を世間に公開し、ロピタルの著書の中の結果の多くはベルヌーイのアイデアであることを公表した。1922年にベルヌーイの主張を裏付けるテキストが発見された。ロピタル自身がロピタルの定理を発見したという信用を得ようとしたという話は間違いである。なぜなら、彼はその本を匿名で出版し、序章でベルヌーイの助力によるものと謝辞を入れており、しかもロピタルの定理の発見の主張は全くしていない。

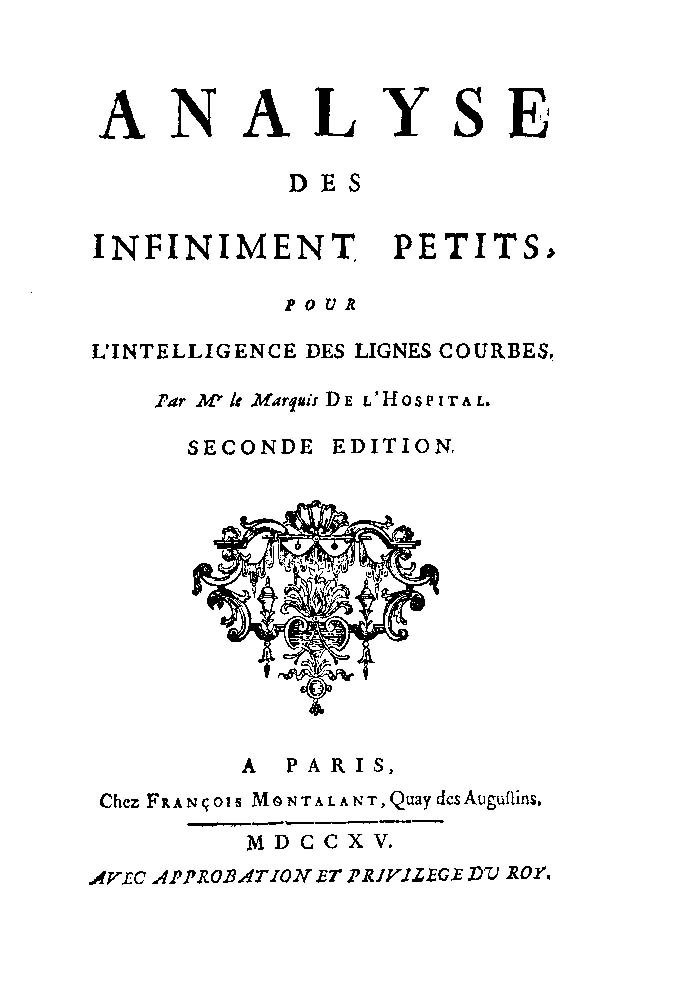
Analyse des infiniment petits pour l'intelligence des lignes courbes
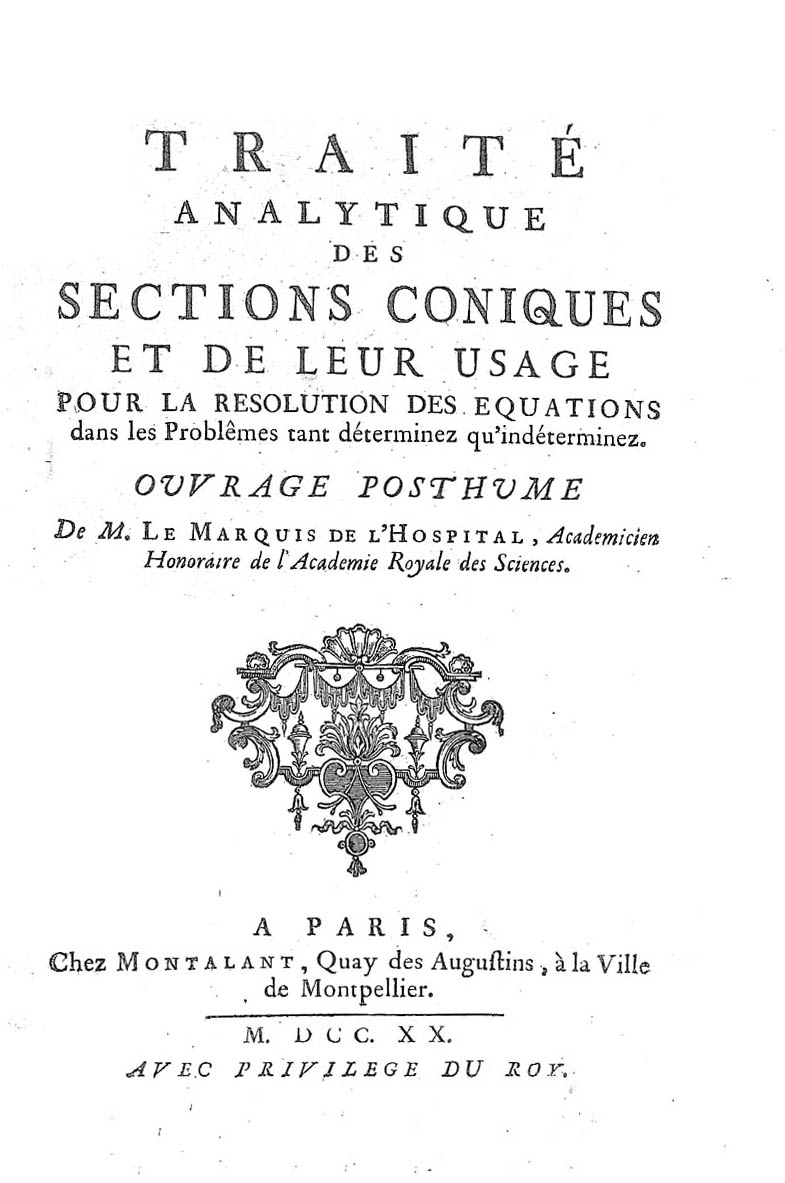
Traité analytique